# Yūko Takeuchi
Yūko Takeuchi (竹内 結子?, Takeuchi Yūko; Saitama, 1º aprile 1980 – Tokyo, 27 settembre 2020) è stata un'attrice giapponese.
Ha avuto la sua grande opportunità con le serie televisive NHK Asuka e i film commerciali JT Green. Ha recitato in molti spettacoli, film e serie televisive.
Il 10 maggio 2005, Takeuchi ha sposato il collega Shidō Nakamura: i due si erano incontrati durante le riprese del film Ima, ai ni yukimasu (tit. inglese Be with You). La loro relazione si è conclusa con un divorzio il 29 febbraio 2008.
Takeuchi era nota per il suo look, considerato esteticamente bello e allegro. È stata paragonata a Meg Ryan da una rivista giapponese, e ad Audrey Hepburn dal regista Kichitaro Negishi.
Il 27 settembre 2020 viene trovata impiccata nel suo appartamento di Shibuya dai suoi familiari; portata d'urgenza in ospedale, è stata successivamente dichiarata morta. Dai primi rilevamenti, sembra che l'attrice si sia suicidata.

## Carriera cinematografica
Yuko ha recitato in Dorama come Mukodono (Il genero),  Lunch no joō (La regina del pranzo), Egao No Hōsoku, e Pride. In Mukodono ha recitato come attrice comica con il cantante della band TOKIO, Nagase Tomoya, e in La regina del pranzo recita come un'attiva ragazza con un passato misterioso.
I film im cui ha recitato comprendono Hoshi Ni Negaiwo, Yomigaeri e Ima, ai ni yukimasu. La sua eccellente prestazione in Yomigaeri è stato riconosciuto dal 27° Awards of the Japanese Academy. Ha vinto anche altri awards per le sue interpretazioni in altri film. Specialmente in Sidecar ni inu, in cui recita con una donna misteriosa, ha vinto numerosi Award.

## Filmografia

### Televisione
- Miss Sherlock (2018)[2]
- Kamoshirenai Joyûtachi (2015)
- Strawberry Night (2012) - Reiko Himekawa
- Natsu no Koi wa Nijiiro ni Kagayaku (2010) - Shiori Kitamura
- FlashForward (2009 ABC) - Keiko Arahida
- Bara no nai Hanaya (2008) - Miou Shirato
- Bad Mood Gene (2005) - Yoshiko Aoi
- New York Love Story (2004 Fuji TV) - Eiko Fujikura
- Pride (2004 Fuji TV) as Aki Murase
- Autumn in Warsaw (2003 YTV) - Yoko Aoki
- The Law of the Smile (2003 TBS) - Yumi Kurasawa
- Lunch no joō (2002 Fuji TV) - Natsumi Mugita
- School Teacher (2001 TBS) - Motoko Asakura
- Mukodono! (2001 Fuji TV) - Sakura Arai
- A White Shadow (2001 TBS) - Noriko Shimura
- Style! (2000 TV Asahi) - Shiori Sakakibara
- Stories of 100 Years nel secondo episodio (2000 TBS) - Toshiko Nagai
- Friends (2000 TBS) - Miyuki Matsuno
- Asuka (1999 NHK Asadora) - Asuka Miyamoto
- Romance (1999 NTV) - Kotoe Kurasawa
- Nanisama (1998 TBS) - Yuri Kimura
- Kantaro Terauchi's Family in autumn 1998 (1998 TBS) - Misuzu Kawachi
- Dangerous Police Forever (1998 NTV) - Asuka Fubuki
- Setsunai (1998 TV Asahi)
- Frozen Summer (1998 NTV) - Junko Moriguchi
- Shin-D (1997 NTV)
- Nice Guy (1997 Fuji TV)
- Cyborg (1996 Fuji TV)

### Film
- Hayabusa (2011,)
- Once in a Blue Moon (2011)
- 1,778 Stories of Me and My Wife (2011)
- Flowers, regia di Norihiro Koizumi (2010)
- Golden Slumbers (2010)
- No more cry (2009)
- The Triumphant of General Rouge (2009)
- The Glory of Team Batista (Team Batista no Eiko) (2008)
- Midnight Eagle (2007)
- Closed Note (2007)
- The World According to Chocolat (2007)
- A Dog on Sidecar (2007)
- Spring Snow (2005)
- Ima, ai ni yukimasu (2004)
- Heaven's Bookstore - The Light of Love (2004)
- Yomigaeri (2003)
- Night of the Shooting Star (2003)
- Big Show! Sing in Hawaii (1999)
- Ring (1998)
- Innocent World (1998)

## Doppiatrici italiane
Nelle versioni in italiano dei suoi lavori, Yūko Takeuchi è stata doppiata da:
- Valentina Mari in Ring
- Perla Liberatori in FlashForward

## Riconoscimenti
- Suntory – The Premium Malt's (2008-current)
- Shiseido – Tsubaki (2006-current)
- JOMO (2008-current)
- ENEOS (2010-current)
- Epson – Colorio (2008-current)
- Nihon Kraft Foods – Recaldent (2011-current)

## Altro
- Titanic (Versione giapponese) (2001 Fuji TV)  voce di Kate Winslet Rose DeWitt Bukater
- Inside Out (film 2015) (Versione giapponese) voce di Amy Poehler Gioia

Narrator
- Wonderful Spaceship Earth (2002 TV Asahi)
- If the World is 100 Villages 6 (2009 TV Fuji)
- The Nonfiction (2010 TV Fuji)
- Eko's manners (2011 BS Asahi)

## Lavori

### Saggi
- Nioi Fechi (2004 Pia)
- Nioi Fechi 2 calorie off (2006 Pia)

### Saggi fotografici
- Tabibon (Diario di viaggio di Tahiti) (2007 SDP)

## Premi e Candidature

### Premi
- 2010: 66th the Television Drama Academy Award: Miglior attrice di supporto Natsu no Koi wa Nijiiro ni Kagayaku
- 2008: 81st Kinema Junpo Award: Miglior attrice per Sidecar ni Inu, Closed Note, e Midnight Eagle
- 2008: 17th Japan Movie Critics Award: Miglior attrice per Sidecar ni Inu
- 2008: Yahoo! Japan Katteni Movie Award: Miglior attrice per Sidecar ni Inu e Closed Note
- 2008: 56th the Television Drama Academy Award: Best Miglior attrice di supporto per Bara no nai Hanaya
- 2007: Osaka Movie Press Club Best Movie Award: Miglior attrice per Sidecar ni Inu
- 2007: 20th Nikkan Sports Film Award: Miglior attrice per Sidecar ni Inu
- 2007: 31st Fumiko Yamaji Award: Miglior attrice per Sidecar ni Inu
- 2005: 22nd Wakayama Citizen Movie festival: Miglior attrice per Ima, ai ni yukimasu
- 2005: 9th NIFTY Film Award: Miglior attrice per Ima, ai ni yukimasu
- 2005: Movie Walker Cinema Award: Miglior attrice per Ima, ai ni yukimasu
- 2003-2004: 7th Nikkan Sports Drama Grand Prix: Miglior attrice per Pride
- 2004: 13th Japan Movie Critics Award: Miglior attrice per Yomigaeri
- 2002-2003: 6th Nikkan Sports Drama Grand Prix: Miglior attrice per Lunch no joō
- 2002: 34th the Television Drama Academy Award: Miglior attrice per Lunch no joō
- 2002: 26th Élan d'or Award: Rivelazione dell'anno
- 2001: 31st the Television Drama Academy Award: Miglior attrice di supporto per Gakkou no Sensei
- 2001: 9th Hashida Best New Comer Award

### Candidature
- 2011: 36th Hochi Film Award: Miglior attrice per Hayabusa e 1,778 Stories of Me and My Wife
- 2010: 35th Hochi Film Award: Migliore attrice di supporto Golden Slumbers
- 2009: 34th Hochi Film Award: Miglior attrice per The Triumphant of General Rouge
- 2007: 50th Blue Ribbon Awards: Miglior attrice per Sidecar ni Inu
- 2007: 17th Tokyo Sports Film Award: Miglior attrice per Sidecar ni Inu
- 2005: 29th Japan Academy Prize (film): Miglior attrice per Haru no Yuki
- 2004-2005: 8th Nikkan Sports Drama Grand Prix: Miglior attrice Fukigen na Gene
- 2004: 28th Japan Academy Prize (film): Miglior attrice per Ima, Ai ni Yukimasu
- 2004: 47th Blue Ribbon Awards: Miglior attrice per Ima, Ai ni Yukimasu,Heaven's Bookstore
- 2004: 14th Tokyo Sports Film Award: Miglior attrice per Ima, Ai ni Yukimasu
- 2003: 27th Japan Academy Prize (film): Miglior attrice per Yomigaeri
- 2003: 46th Blue Ribbon Awards: Miglior attrice per Yomigaeri,Hoshi ni Negai wo